# Armand Fallières
Armand Fallières (ur. 6 listopada 1841 w Mézin, zm. 22 czerwca 1931 tamże) – francuski polityk, premier i prezydent Francji.
Z zawodu adwokat, zwolennik Gambetty. W 1882 roku piastował teki oświecenia, spraw wewnętrznych i sprawiedliwości. Od 1899 roku prezydent Senatu.
Premierem Francji był od 29 stycznia do 21 lutego 1883. Umiarkowany wolnomyśliciel i republikanin, prezydent Francji od 18 lutego 1906 do 18 lutego 1913, wybrany głosami lewicy.
Za jego kadencji prezydenckiej, gdy premierem był Joseph Caillaux, między Francją i Niemcami doszło do konfliktu w kwestii interesów kolonialnych w Maroku (drugi kryzys marokański). Najważniejszym wydarzeniem za jego prezydentury był rozdział Kościoła od państwa.
W 1913 roku Fallières usunął się z życia politycznego i zamieszkał w swej rodzinnej Gaskonii, gdzie zmarł.